# Путятинці
Путя́тинці — село в Україні, у Рогатинській міській громаді Івано-Франківського району Івано-Франківської області.

## Географія
Село Путятинці розташоване на території Подільської височини, в її західній частині і входить до складу Рогатинського Опілля. Рельєф горбисто-пасмовий з чітким поділом на окремі зони: в крайній північній частині села — невисокі пагорби з вузькими долинами, в центральній — рівнинна долина річки Студенний Потік (більша частина забудови розташована цій зоні), в західній — долина річки Гнила Липа (найменша за територією зона), Південно-Східна зона — найбільша за площею, покрита високими пагорбами з вузькими долинами, саме в цій зоні розташована найвища точка села в урочищі Високі Гори.
Село Путятинці має сухопутний кордон з селами Пуків, Жовчів, Данильче, Уїзд, Лучинці та з містом Рогатином, по фарватері р. Гнила Липа проходить водний кордон з селами Вербилівці та Бабухів.

## Історія
Перша писемна згадка — 7 лютого 1437 року.
У податковому реєстрі 1515 року документується піп (отже, уже тоді була церква), млин і 4 лани (близько 100 га) оброблюваної землі та ще 2 лани тимчасово вільної.
У 1914 році в селі була встановлена меморіальна дошка на честь 100-річчя дня народження Шевченка.
У 1939 році в селі проживало 1820 мешканців (1640 українців, 20 поляків, 140 латинників, 20 євреїв).
За даними облуправління МГБ у 1949 р. в Рогатинському районі підпілля ОУН найактивнішим було в селах Долиняни і Путятинці.
У 2008 році до 575-річчя села у Львові вийшла друком книга Романа Коритка «Путятинці — опільське село над Студеним Потоком» (видавництво «Тріада плюс»). Книга була опублікована за фінансової підтримки уродженця села Миколи Єни, який мешкає за кордоном. Меценат водночас надав автору книги матеріали, що стосувалися німецького періоду в історії села.
12 червня 2020 року, відповідно до Розпорядження Кабінету Міністрів України  № 714-р «Про визначення адміністративних центрів та затвердження територій територіальних громад Івано-Франківської області», увійшло до складу Рогатинської міської громади.
19 липня 2020 року, в результаті адміністративно-територіальної реформи та ліквідації Рогатинського району, село увійшло до складу новоутвореного Івано-Франківського району.

## Голови Путятинської сільської ради

### Період незалежності
- 1994—2002 — Галуга Микола Іванович
- 2002—2015 — Андрієвський Ігор Зеновійович
- 2015 —2020 — Кучмій Петро Степанович

## Відомі люди
- Сенчина Іван — директор школи в селі, діяч РУРП. Делегат Української Національної Ради ЗУНР
- Снилик Зенон — український журналіст і спортсмен у США.
- Височа́нський Васи́ль Степа́нович (нар. 1 жовтня 1946, с. Путятинці Рогатинського району Івано-Франківської області) — перший проректор Львівського Національного Університету імені Івана Франка (до вересня 2019 року), кандидат фізико-математичних наук (1976), професор кафедри програмування факультету прикладної математики та інформатики (2004). Протягом 2007—2010 рр., 2014 р. виконував обов'язки ректора Львівського університету.
- Галуга Ярослав Дмитрович, 1924, с. Путятинці Рогатинського району, чотовий сотні Скоби, референт СБ Рогатинського надрайпроводу ОУН, Максим, Зенон,  ┼ 20.01.1949, с. Пуків Рогатинського району.
- Луцишин Тарас Володимирович (16 листопада 1978—17 січня 2023) —  український військовик, командир взводу, кавалер ордену «За мужність» ІІІ ступеня [9]
- Росоловський Іван Степанович (2 червня 1975—23 лютого 2024) —   стрілець-гранатометник 10 ОГШБр, кавалер ордену «За мужність» ІІІ ступеня [10].
- Гуменний Любомир Степанович (29 квітня 1983—7 березня 2024) — солдат, стрілець-зенітни відділення охорони військової частини [9]